# Francisco Gonzalez Carvajal
Francisco Gonzalez Carvajal, de sobrenome Paco Carvajal, (Madrid, 23 de Novembro de 1948), filho de Martin e Felisa, naturais de Valencia del Ventoso, Badajoz.Filho e neto de republicanos fundadores do partido socialista da Extremadura, e integrantes da coluna dos 8000, educado com os seus dois irmão num ambiente de resistência e activismo politico.Estuda no Instituto Isidro Almazan da Prosperidad e no colegio universitário Cardenal Cisneros.

## Biografia
Paco Carvajal cresceu no Bairro da Prosperidad em Madrid. Teve intervenções nalguns dos projectos culturais (contraculturais) de grande compromisso do teatro,cinema e musica da transição espanhola.
Actualmente continua ligado ao mundo do espectaculo, dirigindo desde 2008 o Festival Flamenco de Lisboa mostrando a arte do flamenco e os poetas espanhois cantados na capital da lusofonia.
Em 1976 trabalha com José Miguel Juarez, Antonio Betancor, Fernando Trueba, Javier Garcillan, Emilio Urdiales, entre outros, no Cinestudio Griffith e nos Alphavilles de Martin de los Heros em Madrid.1ª exposição de desenhadores de comic, ceesepe, Hortelano, Montxo, Algora, Pejo, Agust.
Em 1978, dirige a sala M&M, da rua Bejar, até ao seu fecho.Sala de concertos mítica. Mariskal Romero, Emilio Urdiales.
Em 1977 retoma o velho coliseu da rua de Santa Brigida, o Teatro Martin (900 espectadores), com mais de 150 anos e como palacio da revista e da comedia musical.1ª congreso da CNT depois do golpe de estado de 1936.De imediato, Carvajal sempre com Miguel Alcade propõe uma programação de compromisso com a vanguardia e faz a estreia com Flowers de Lindsay Kenp, com 4 meses de êxito.
Autores como Arrabal, federico Garcia Lorca (estreou Mariana Pineda, pela primeira vez em espanha depois do golpe de estado de 1936), Fermin Cabal, Georg Buchner, José Luis Alonso de Santos, Joan Baixas, Carlos Borsani, Dagon Dagoll, Los Tricicle, Fernando Quiñones, Salvador Tavora, Sham Shepard ,Manuel Puig, Alfonso Sastre, Teatro Nacional de Buenos Aires, Teatro Nacional do México,entre outros, artistas e directores como Carlos Hipolito,Juan Diego, Pepe Rubianes, Laura Garcia Lorca, Aurora Bautista, El Brujo, Jesús Puente, José Luis Garcia Sanchez, Manolo Collado, Santiago Ramos, Félix Rotaeta, Pepo Lera,entre muitos outros grandes artistas da cena teatral espanhola e músicos como  Agujetas, Paraíso, Radio Futura, Vainica Doble. Pavlovsky. Doris Cales, entre outros.
No hall da primeira planta, converteu se no Café del Martín, centro de reunião de artistas até altas horas da noite com clientes como Alberti, Antonio Gala e outros.
Em 1989, perante a deterioração avançada da estrutura do edifício e depois de varias tentativas de regeneração, entrega o aos donos que o derrubaram para construir um edifício de apartamentos.
Em 1987 aluga o Teatro Alfil, antigo Cine Pez da rua com o mesmo nome em Madrid.Faz uma remodelação e torna o Alfill num espaço cénico mais próximo ao espectador e numa especie de café cantante a partir das 12 da noite, acabada a sessão de teatro (Cabaret portátil, inesquecível.2 anos em cartaz).
Rapidamente se converteu tal como no teatro Martim no centro de reunião de artistas, jornalistas, desportistas e o próprio então princepe Juan Carlos.
O compromisso teatral de Paco Carvajal radicalizou se, inaugurando este projecto com o enterro (Alas de serpiente) de Albert Vidal, causando uma grande agitação na cultura espanhola.
Passaram também pelo cenário do Alfil Pepe Rubianes, Roberto Villanueva, Bufons, Ralf&Raff, FranK Baruk, Win Mertens, Carles Santos, El Pele y Vicente Amigo,Alfonso Armada, Adrián Daumas,Jack Garfein,Manuel Molina, Eine Szenische Collage,Malevaje,  Rafael Romero "El Gallina", Paloma Pedrero, Jesús Cracio, Tito, Doris Cales, entre outros. 
Em 1992, trespassa o teatro a um grupo de artistas do teatro e em 1993 passa a ser dirigido pelo grupo Yllana.
Alguns projectos de Interesse; 1987 Concertos de john mclaughlin, larry coriel e paco de lucia em Madrid e Barcelona. 1ª Gira internacional do trio de guitarristas. Con Paco Zaragoza.1992 . Agosto. Homenagem a Camarón em Caños de Meca. Cortijo El Acebuchal. Ramcapino, Manuel Molina, Raimundo Amador, Manglis, etc. 1985 Amnesia Madrid, 1993 Amnesia Caños de Meca, 1998, Festa de Estación Futura na antiga Estação del Norte de Madrid (Príncipe Pio), 1992 La Habana em Madrid. 1995 La Ferroviaria (Casa Vidales).

## Carvajal em Lisboa
Paco Carvajal, em 2007, muda se para Lisboa.Observa que a cultura española não esta enraizada em Portugal, apesar da sua proximidade e historia conjunta partilhada.Organiza o festival de Flamenco desde 2008 em Lisboa.o objectivo é a difusão do flamenco no pais vizinho e lusófono, através de concertos e actividades paralelas. 
Desde 2008 traz os artistas mais importantes, que em muitas ocasiões são autênticos desconhecidos em Portugal. Pepe Habichuela, Javier Barón, Miguel Poveda, Enrique Morente,Estrella Morente, Cañizares, Carmen Linares, Farruquito, Jorge Pardo, até 21 artistas principais e mais de 120 artistas acompanhantes.18 artistas convidados portugueses.